# Залізна доба
Залі́зна доба (I тис. до н. е.) — період ранньої історії людства, який визначається розвитком металургії і використанням залізних виробів (ножі, сокири, посуд, зброя, прикраси тощо). Тривав приблизно від 1200 р. до н. е. до 340 р. н. е.
Уявлення про три доби (кам'яну, бронзову і залізну) існувало ще в античному світі, про нього згадує в своїх роботах Тит Лукрецій Кар. Проте сам термін «залізна доба» з'явився в наукових роботах в середині XIX століття, його ввів данський археолог Християн Юргенсен Томсен.
Період, коли почала поширюватися залізна металургія, пройшли всі країни, проте до залізної доби зазвичай відносять тільки ті культури первісних племен, які мешкали поза володіннями стародавніх держав, що утворилися в часи неоліту і бронзової доби — Межиріччя, Стародавнього Єгипту, Греції, Індії, Китаю.

## Історія поняття
Термін «залізна доба» вперше ввів данський археолог Християн Томсен. Він був директором Національного музею Данії і всі експонати поділяв за матеріалом на кам'яні, бронзові і залізні. Ця система отримала визнання не відразу, але поступово її прийняли на озброєння й інші вчені. Надалі класифікацію Томсена розвинув його учень, Йенс Ворсо.
Згодом систему періодизації переробив директор відділу доісторичних старожитностей Музею національних старожитностей у Сен-Жермен-ан-Ле Габріель де Мортільє. Він виділив два періоди — доісторичний (дописемний) та історичний (письмовий). Перший з них учений розділив на кам'яну, бронзову і залізну добу. Надалі цю систему уточнювали інші вчені.
Пізніше були проведені дослідження, підсумком яких стали первісна класифікація і датування пам'яток залізної доби. У Західній Європі цим займалися Моріц Гернес (Австрія), Оскар Монтеліус і Нільс Оберґ (Швеція), Отто Тишлер і Пауль Рейнеке (Німеччина), Жозеф Дешелет (Франція), Йосеф Піч (Чехія), Юзев Костшевський (Польща); у Східній Європі дослідження проводили багато російських і радянських археологів, зокрема Василь Олексійович Городцов, Олександр Андрійович Спіцин, Юрій Володимирович Готьє, Петро Миколайович Третьяков, Олексій Петрович Смирнов, Харрі Альбертович Моора, Артамонов Михайло Іларіонович, Борис Миколайович Граков; в Сибіру — Сергій Олександрович Теплоухов, Сергій Володимирович Кисельов, Сергій Іванович Руденко; на Кавказі — Борис Олексійович Куфтін, Олександр Олександрович Єссей, Борис Борисович Піотровський, Євген Гнатович Крупнов; в Середній Азії — Сергій Павлович Толстов, Олександр Натанович Бернштам, Олексій Іванович Тереножкін.

## Порівняння бронзи і заліза
Самородне залізо у природі зустрічається рідко. Його плавка з руди — досить важке заняття, оскільки залізо має вищу температуру плавлення, ніж бронза, його ливарні якості також гірші. Крім того, залізо поступається бронзі за твердістю й корозійною стійкістю. Це призвело до того, що досить довго залізо було в дуже обмеженому вжитку. Бронзові знаряддя праці  довговічніші від залізних, і їх виробництва не потребує високої температури. Тому більшість фахівців вважає, що перехід від бронзи до заліза був пов'язаний не з перевагами виготовлених із заліза знарядь, а насамперед із швидким виснаженням родовищ олова, необхідного для виготовлення бронзи і менш поширеного в природі, ніж мідь.
Залізні руди зустрічаються в природі набагато частіше мідних і олов'яних. Тому видобуток залізної руди в давнину виявився досить вигідним заняттям, залізо виявилося доступнішим від міді та сплавів на мідній основі. Навички та технології лиття бронзи створили передумови і для розвитку залізної металургії. Зрештою, відкриття способів додавання до заліза вуглецю і загартовування заліза (в результаті чого воно перетворювалося на сталь) значно підвищило механічні характеристики виробів з нього, що зрештою призвело до майже повного витіснення з ужитку бронзових і кам'яних знарядь (використання яких тривало і за бронзової доби). Ширшою стала різноманітність знарядь, що створило нові можливості для розвитку господарства і підвищення продуктивності праці.

## Залізна доба в системі трьох періодів
Розрізнення ранньої історії людства на три періоди археологічних культур: кам'яну добу, бронзову добу й залізну добу запропонував данський археолог Християн Юргенсен Томсен для полегшення класифікації археологічних знахідок. Найкраще запропонована Томсеном класифікація артефактів працює для археологічних знахідок Середземномор'я та Близького Сходу. В інших стародавніх культурах, наприклад, культурі Стародавнього Китаю, виділити бронзову і залізну добу важче.
Термін залізна доба, зустрічається набагато раніше, в книзі «Роботи і дні» Гесіода, де історія людства поділена на 5 діб: золоту, срібну, бронзову, добу героїв та залізну добу, однак цей стародавній поділ міфологічний, а не археологічний.
Всі народи і цивілізації пережили період поширення металургії і залізних виробів. Але до культур залізної доби відносять лише цивілізації ранньої історії, які згодом пройшли рабовласницький період.

## Тривалість
Період залізної доби був найменш тривалим серед інших епох. Він розпочався з Темних часів Греції у 12 столітті до н. е. в Європі і Близькому Сході, і в 11 столітті в Індії в Азії. Вважається, що залізна доба закінчилася з виникненням приблизно в 3 столітті до н.е. писаної історії, яка дає свідчення про події від безпосередніх її учасників (розвинений еллінізм і Римська держава).
В Америці, Австралії й Океанії залізна доба почалася лише з появою європейців.
Можна вважати, що людство продовжує жити в часи розвиненої залізної доби, бо залізо і металургія не втратили свого значення і дотепер.

## Відкриття заліза

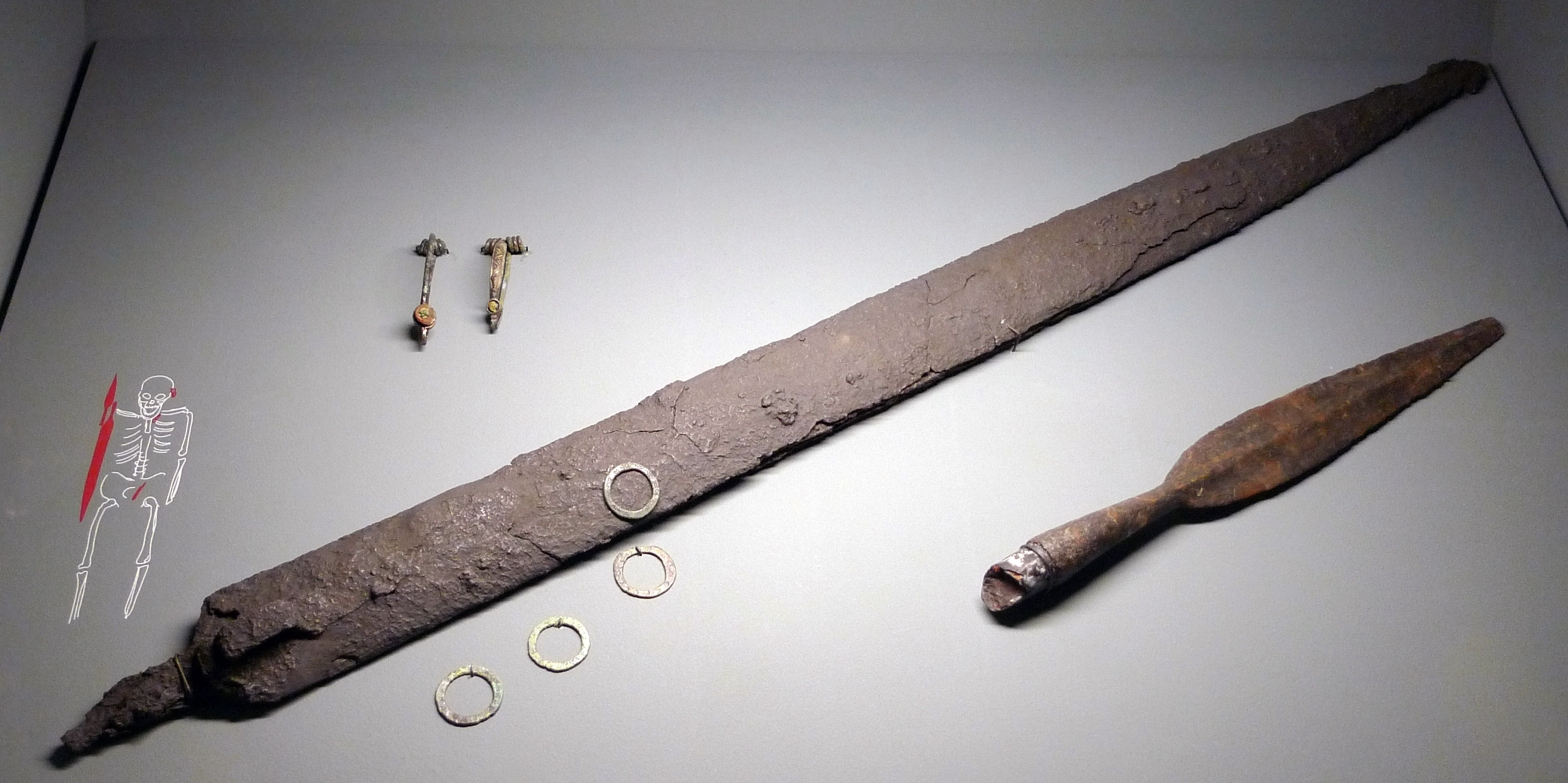
Зброя і прикраси залізної доби

Див. також Початки металургії заліза.
Рання технологія отримання й обробки заліза була примітивною в порівнянні з сучасною металообробкою. Найдавніші залізні артефакти, знайдені археологами, були з метеоритного заліза, вірніше сплавів заліза з нікелем. Виплавлення заліза із залізної руди почали практикувати наприкінці бронзової доби. Питання про те, звідки почався цей процес, чи існував спочатку один центр виплавлення, чи технологія виникла в різних частинах світу незалежно, дискутується археологами. Найпоширеніша теорія стверджує, що виплавлювання заліза зародилося в Східній Анатолії приблизно в 1200 роках до н.е.
Англійський археолог Ентоні Снодграсс виділив три стадії розвитку залізної технології. Спочатку залізо зустрічається рідко і є предметом розкоші. На наступній стадії залізо вже використовують для виготовлення знарядь праці, але переважно використовуються ще бронзові знаряддя. На останній же стадії залізні знаряддя починають переважати над усіма іншими.
Найбільш ранні знахідки предметів, зроблених з метеоритного заліза, відомі в Ірані (VI—IV тисячоліття до н. е.), Іраку (V тисячоліття до н. е.) Та Єгипті (IV тисячоліття до н. е.). У Месопотамії перші залізні предмети датовані III тисячоліттям до н. е. Також залізні предмети знаходили в залишках ямної культури на Південному Уралі (III тисячолітні до н. е.) І в Афанасієвської культури в південному Сибіру (III тис. до н. е.). Крім того, залізні предмети виготовляли ескімоси й індіанці північного заходу Північної Америки і в Китаї періоду династії Чжоу.
Ймовірно, спочатку рудне залізо було отримано випадково — залізну руду використовували як флюс при отриманні бронзи, в результаті чого утворювалося чисте залізо. Однак його кількість була дуже мала. Пізніше навчилися використовувати метеоритне залізо, яке вважали даром богів. Спочатку залізо було дуже дороге і використовувалося в основному для виготовлення ритуальних предметів.
Першою технологією виплавлення заліза була сиродутна. В землі викопували яму, куди складали шарами руду й вугілля. Над ямою споруджували купол із димарем. Повітря в піч подавалося за допомогою ковальських міхів. Така конструкція забезпечувала відновлення заліза без розплавлювання — температура була надто низькою. Технологія була малоефективною. В результаті, зруйнувавши піч, із неї виймали пористу речовину, яку називали крицею. Вона складалася із заліза й шлаку. Її потім ущільнювали за допомогою ковальських молотів. Сиродутне залізо було низької якості й крихке. Воно поступалося за твердістю перед бронзою.
Вперше залізо навчилися обробляти в північних районах Анатолії. За усталеною думкою, першими освоїли технологію одержання заліза в племенах, підпорядкованих хеттам.
Перевагою заліза над бронзою була доступність сировини. Залізні вироби стали кращими від бронзових тільки з початком освоєння процесу варіння сталі, що відбулося в ранньому Середньовіччі. Відтоді люди почали широко застосовувати залізо. А до того залізні вироби поступалися якістю бронзі, але залізна руда була доступніша і могла бути знайдена практично скрізь, тоді як виробництво бронзи потребує мідних і олов'яних руд, родовища яких були далеко й потребували перевезень і торгівлі.
Із винаходом технології виплавлення заліза відбулися значні зміни в людському суспільстві — люди отримали в достатній кількості інструменти. Практично всі побутові залізні вироби, окрім ножиць і ґвинтів, були вперше виготовлені в залізну добу.
Давньогрецька традиція вважала відкривачем заліза народ халібів, що жили в східній частині Малої Азії на південному березі Чорного моря, для яких в літературі використовувався стійкий вираз «батько заліза», і сама назва стала в грецькій мові (Χάλυβας) виникає саме від етноніма.
Аристотель залишив опис халібського способу отримання заліза: халіби кілька разів промивали річковий пісок, додавали до нього якусь вогнетривку речовину і плавили в печах особливої конструкції; отриманий таким чином метал мав сріблястий колір і був нержавіючим. Як сировина для виплавки заліза використовувалися магнетитові піски, запаси яких зустрічаються по всьому узбережжю Чорного моря — ці магнетитові піски складаються з суміші дрібних зерен магнетиту, титано-магнетиту, ільменіту й уламків інших порід, отож сталь була легованою, і, мабуть, володіла високими якостями. Такий своєрідний спосіб отримання заліза не з руди говорить про те, що халіби, швидше, відкрили залізо як технологічний матеріал, але не спосіб його повсюдного промислового виробництва. Мабуть, їх відкриття послужило поштовхом для подальшого розвитку металургії заліза, в тому числі з руди, що видобувається в копальнях. Климент Александрійський у своїй енциклопедичній праці «Стромати» (гл. 21) згадує, що за грецькими переказами залізо було відкрито на горі Іді — так називався гірський ланцюг біля Трої, навпроти острова Лесбос (в «Іліаді» вона згадується як гора Іда, з якої Зевс спостерігав за битвою греків з троянцями).
В хеттських текстах залізо позначається словом par-zi-lum (пор. лат. ferrum і укр. залізо), і залізні вироби побутували серед хетів приблизно від початку другого тисячоліття до нашої ери. Наприклад, у тексті хетського царя Анітти (близько 1800 р. до н. е.) говориться:
Коли на місто Пурусханду в похід я пішов, людина з міста Пурусханди до мене поклонитися прийшла (…?), І вона мені 1 залізний трон і 1 залізний скіпетр(?)В знак покори(?)принесла.
Те, що залізо дійсно відкрито в Хетії підтверджується й грецьким найменуванням сталі Χάλυβας, і тим, що в гробниці єгипетського фараона Тутанхамона (бл. 1350 до н. е.) був знайдений один з перших залізних кинджалів, явно подарований йому хетами, і що вже в Біблії, в Старому Завіті, в Книзі суддів Ізраїлевих (бл. 1200 до н. е.) описується застосування філістімлянами і хананеями цілих залізних колісниць. Зберігся також лист царя хетів Хаттуссілі III (1250 до н. е.) Царю Ассирії Салмансару I, в якому повідомляється про те, що хети виплавляють залізо. Хети довго зберігали технологію виробництва заліза в таємниці. Обсяги виробництва ними залізних виробів були не дуже великими, проте вони дозволяли хетам продавати їх у сусідні країни. Пізніше технологія заліза поступово поширилася і в інші країни.
Якщо спочатку залізо було дуже дорогим матеріалом (в документах, датованих XIX—XVIII століттями до н. е., виявлених в руїнах ассирійського поселення Кюльтепе в Центральній Анатолії, згадується, що залізо у 8 разів дорожче від золота), то з відкриттям способу отримання заліза з руди його вартість падає. Так, в знайдених при розкопках палацу ассирійського царя Саргона табличках говориться, що при заснуванні палацу (1714 р. до н. е.) були піднесені дари, в тому числі й метали, при цьому залізо вже не згадується як дорогий метал, хоча при розкопках було виявлено склад залізних криць.
Великі простори лісової зони в епоху бронзи поступались у соціально-економічному розвитку південним регіонам, але після початку виплавки там заліза з місцевих руд стала вдосконалюватися землеробська техніка, з'явився залізний леміш, придатний для оранки важких лісових ґрунтів, і мешканці лісової зони перейшли до землеробства. В результаті в епоху заліза зникло багато лісів Західної Європи. Але і в регіонах, де землеробство виникло раніше, впровадження заліза сприяло поліпшенню іригаційних систем: відбувалося вдосконалення зрошувальних споруд, поліпшувалися водопідіймальні споруди (зокрема, в середині I тисячоліття до н. е. стало побутувати водопідіймальне колесо). Це призвело до підвищення продуктивності полів.
Значно прискорився і розвиток різних ремесел, в першу чергу ковальського, збройового, створення транспорту (кораблів, колісниць), рудничної справи, обробки каміння та дерева. В результаті почало інтенсивно розвиватися мореплавання, будівництво будівель і створення доріг, а також поліпшувалася військова техніка. Розвивалася і торгівля, а в середині I тисячоліття до н. е. в обіг увійшли металеві монети.

## Перехід від бронзової доби
13 — 12 століття до н.е. на Близькому Сході та в Середземномор'ї були часом занепаду цивілізацій, який називають колапсом бронзової доби. Про це свідчить занепад та зникнення великих міст. Щодо Греції цей період називають темними століттями. В цей же період занепала Хеттська держава в Анатолії, Стародавній Єгипет зазнав нападу так званих народів моря. Причини занепаду та його зв'язок із виникненням технології обробки заліза дискутуються істориками.
Відновлення великих міст і цивілізації розпочалося з X століття до н.е. Зміцнилися ново-хеттські держави, розквіту досягла Ново-Ассирійська держава. З VIII століття до Христа відновилася економіка Стародавньої Греції, розпочався період класичної античності.
Процес поширення залізної металургії був не дуже швидким. У різних країнах технологія виплавки заліза з'явилася в різний час. Швидкість поширення залежала від багатьох факторів, в першу чергу від запасів сировини і характеру культурних і торгових факторів.
Найперше залізна металургія поширилася в Передній Азії, Індії і в Південній Європі, де залізні знаряддя були в широкому вжитку вже на межі II і I тисячоліть до н. е. В Північній Європі технологія обробки заліза поширилася тільки з VII століття до н. е., в Єгипті — в VI столітті до н. е., в країнах Далекого Сходу — в VII—V століттях до н. е.
У XIII столітті до н. е. швидкість поширення технології виробництва заліза збільшується. До XII століття до н. е. залізо вміли отримувати в Сирії і Палестині, а до IX століття до н. е. бронза виявилася практично витіснена залізом, а торгівля ним велася повсюдно. Основним шляхом експорту заліза був шлях через долину Євфрата і гори в Північній Сирії на південь, а через понтійські колонії — на північ. Цей шлях отримав назву залізного.
На Кіпрі залізні вироби були відомі ще у XIX столітті до н. е., проте власна технологія одержання заліза на Егейських островах з'являється лише на початку I тис. до н. е. Близько XII—XI століть до н. е. в Західному Середземномор'ї (на Кіпрі чи в Палестині) був винайдений спосіб збагачення вуглецем і загартовування заліза, внаслідок залізо стало конкурувати тут з бронзою.
Ще одним центром виготовлення заліза було Закавказзя. Перші вироби із заліза тут належать до XV—XIV століть до н. е., проте широко застосувати їх почали у IX столітті до н. е., зокрема широко використовувалися в Урарту.
У Греції залізо поширилося в IX—VI століттях до н. е. Його неодноразово згадує в своєму епосі Гомер (здебільшого в Одіссеї), хоча і разом з бронзою, яка тоді ще широко використовувалася. В Європу технологія виробництва заліза, можливо, потрапила або через Грецію — Балкани, або через Грецію — Італію — північні Балкани, або через Кавказ — Карпатський басейн. На Західних Балканах та Нижньому Придунав'ї поодинокі залізні предмети з'явилися в другій половині II тисячоліття до н. е., а до VIII століття до н. е. вони набули значного поширення.
У Сибіру, багатому мідними і олов'яними рудами, залізна доба настала пізніше, ніж у Європі. У Західному Сибіру використання залізних предметів почалося в VIII—V століттях до н. е., але тільки в III столітті до н. е. залізо стало превалювати. В цей же час настала залізна доба і в Алтаї і мінусинській улоговині, а в лісах Західного Сибіру він почався тільки наприкінці I тисячоліття до н. е.

### Залізна доба на території України
Залізну добу в степах України найчастіше пов'язують зі скіфами, хоча окремі вироби із заліза знайшли ще в похованнях сабатинівської культури XIII −XII століття до н.е.

### Європа
Залізну добу в Центральній Європі поділяють на періоди гальштатської культури та латенської культури. У VII столітті до н. е. залізна технологія дістається Північної Європи. Уже в V столітті до н. е. її добре освоїли кельти, які навчилися поєднувати залізо і сталь в одному предметі, що дозволило отримувати пластини з гостро заточеними краями, які добре піддаються обробці. Кельти навчили технології і римлян. У Скандинавії залізо витіснило бронзу тільки на початку н. е., у Британії — до V століття до н. е. а германці, як повідомляє Тацит, залізо використовували мало.
У Східній Європі технологія виробництва заліза була освоєна в VIII столітті до н. е., при цьому серед знахідок трапляються складні біметалеві предмети. Також тут досить рано освоїли процес цементації і виготовлення сталі.
На території Італії залізна доба представлена етруською культурою. На півночі Європи, в Скандинавії, Фінляндії, Естонії виробляти залізо із болотної руди навчилися приблизно за 500 років до Христа.

### Африка
В Субсахарській Африці залізна доба утвердилася одразу ж після кам'яної доби, минаючи бронзову. Як свідчать археологічні дослідження, обробка заліза на території сучасного Нігеру, мабуть, датується 1200 роком до Христа. Свідчення виробництва вуглецевої сталі в Африці датуються початком 1 тисячоліття. В Африці, на думку ряду дослідників, залізна технологія розвинулася незалежно. За іншою версією спочатку вона була запозичена, але потім розвивалася самостійно. Тут дуже рано навчилися отримувати сталь, а також винайшли високе циліндричне горно, а повітря, яке в нього подається, почали підігрівати. У Нубії, Судані, Лівії перші залізні предмети відомі з VI століття до н. е. Залізна доба в Африці настала у другій половині I тисячоліття до н. е., причому в деяких регіонах — відразу після кам'яної доби. Так в Південній Африці, у Великій Савані басейну річки Конго, в якій знаходяться багаті поклади мідної руди, виробництво міді було освоєно пізніше від виробництва заліза, причому мідь йшла тільки на прикраси, а знаряддя праці виготовлялися з заліза.

### Китай
В Південно-Східній Азії залізо з'являється в середині I тисячоліття до н. е., а входить до широкого обігу у другій половині тисячоліття. Залізні вироби з'явилися на Маньчжурській рівнині в 9 столітті до Христа. В долину Янцзи чорна металургія добралася до 6 століття до Христа. У Китаї перші біметалічні предмети, що містять метеоритне залізо, з'являються в II тисячолітті до н. е., але виробництво заліза розвинулося до середини I тисячоліття до н. е. При цьому в Китаї досить рано навчилися отримувати високі температури в горні і робити відливання у форми, отримуючи чавун.

### Америка
В Америці розвиток металургії мав свої особливості. У ній існувало кілька осередків, де рано навчилися обробляти кольорові метали. В Андах, де були багаті родовища металів, першим освоїли виробництво золота, причому сталося це одночасно з освоєнням виробництва кераміки. З XVIII століття до н. е. і до другої половини II тисячоліття до н. е. тут широко використовували вироби із золота і срібла. В Перу був відкритий сплав міді і срібла (Тумбага), який дуже цінувався. У Мезоамериці метали з'явилися тільки в I тисячолітті до н. е., а племена мая освоїли металургію лише в VII—VIII століттях н. е. У Північній Америці спочатку використовували мідь, а в I тисячолітті до н. е. з'явилося залізо. Першими його стали використовувати в західних районах жителі берінгоморської культури. Спочатку це було метеоритне, а потім навчилися отримувати крицеве залізо.

### Австралія
В Австралії технологія виробництва заліза з'явилася лише в Добу великих географічних відкриттів.